# 加尔多区
加尔多区是邦特蘭卡卡爾州的一個區，首府為加尔多。在先前的行政區劃中，加尔多区曾為巴里州的一部分。

## 外部鏈結
- 加尔多区行政區域圖 （页面存档备份，存于）